# Região metropolitana de Surabaia
A área metropolitana de Surabaia, conhecida localmente como Gerbangkertosusila (em javanês:  ꦒꦼꦂꦧꦁꦏꦼꦂꦠꦱꦸꦱꦶꦭ, romanizado: Gerbangkertasusila, de Gresik-Bangkalan-Mojokerto-Surabaya-Sidoarjo-Lamongan), é uma área metropolitana na Java Oriental, na Indonésia. É a segunda maior área metropolitana do país, depois da área metropolitana de Jacarta.

## Definição

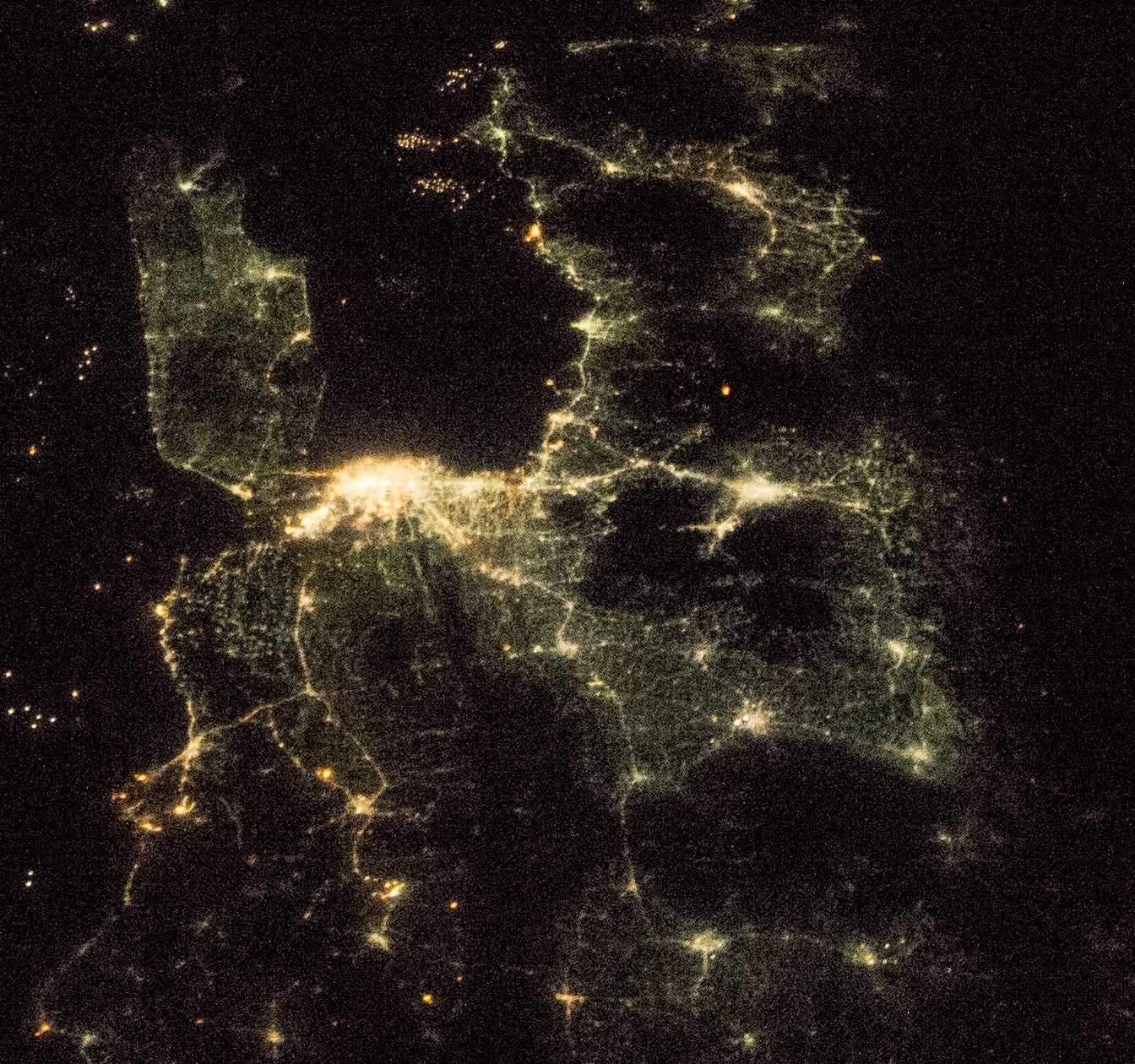
A área metropolitana em 2014, vista da Estação Espacial Internacional

Grebangkertosusila é um acrônimo oficial de "Gresik Bangkalan Mojokerto Surabaya Sidoarjo Lamongan ", uma área metropolitana ou de planejamento principal em Java Oriental que consiste nas sete cidades e regências com esses nomes (Mojokerto é uma cidade e uma regência). Tem uma área de 5.925,843 km2, e no Censo de 2020 tinha uma população de 9.924.509 habitantes.
O governo nacional considera que a Área Metropolitana de Surabaya inclui apenas Surabaya, a regência de Sidoarjo e a regência de Gresik, conhecida como "Zona Surabaya Raya". A regência Gresik inclui a ilha de Bawean, cobrindo cerca de 196 km2 e situada ao norte de Java; no entanto, a Ilha de Bawean está excluída da Área Metropolitana.
Surabaya tradicionalmente constituiu a segunda maior área metropolitana da Indonésia, depois de Jacarta, mas a área metropolitana de Bandung (em Java Ocidental) está em rápido crescimento e é mais populosa desde 2005. No entanto, a área metropolitana estendida de Surabaya é a segunda na Indonésia apenas para Jabodetabek (a Área Metropolitana de Jacarta). As áreas e populações no Censo 2010, no Censo 2020 e de acordo com as estimativas oficiais para meados de 2021, são apresentadas abaixo para as partes componentes da área metropolitana.
| Região Administrativa                  | Área em km², em 2010 | População (Censo de 2010) | População (Censo de 2020) | População meados de 2021 (estimativa) | Densidade populacional (por km2 em meados de 2021) |
| -------------------------------------- | -------------------- | ------------------------- | ------------------------- | ------------------------------------- | -------------------------------------------------- |
| Município de Surabaya                  | 333.06               | 2.765.487                 | 2.874.314                 | 2.880.280                             | 8.647,93                                           |
| Gresik Regency (a)                     | 1.192,05             | 1.177.042                 | 1.311.215                 | 1.320.570                             | 1.107,81                                           |
| Sidoarjo Regency                       | 591,59               | 1.941.497                 | 2.082.800                 | 2.091.930                             | 3.536,11                                           |
| Zona Surabaya Raya                     | 2.116,70             | 5.884.026                 | 6.268.329                 | 6.292.780                             | 2.972,92                                           |
| Bangkalan Regency (na ilha de Madura ) | 1.144,00             | 906.761                   | 1.060.377                 | 1.071.710                             | 936,81                                             |
| Mojokerto Regency                      | 835,93               | 1.025.443                 | 1.119.209                 | 1.125.520                             | 1.346,43                                           |
| Município de Mojokerto                 | 16.46                | 120.196                   | 132.424                   | 133.270                               | 8.096,60                                           |
| Regência Lamongan                      | 1.812,80             | 1.179.059                 | 1.344.170                 | 1.356.030                             | 748.03                                             |
| Grande área metropolitana de Surabaya  | 5.925,89             | 9.115.485                 | 9.924.509                 | 9.979.310                             | 1.680,02                                           |

Nota: (a) A ilha de Bawean, enquanto parte da regência de Gresik, não é tecnicamente parte da área metropolitana; no entanto, por conveniência, os números fornecidos aqui incluem Bawean. Fonte: 

## Transporte

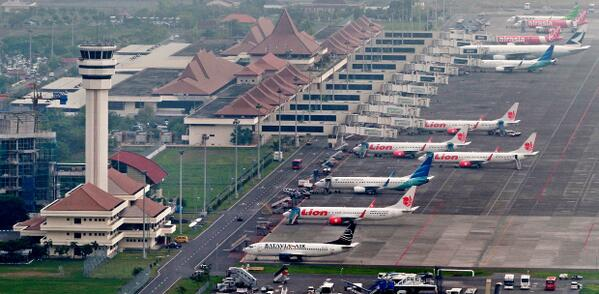
Aeroporto de Surabaia

A área metropolitana de Surabaya tem conexão aérea via Aeroporto Internacional Juanda.
A área metropolitana de Surabaya tem cinco serviços ferroviários suburbanos com uma rede semelhante à KRL Commuterline na área metropolitana de Jacarta. Os serviços conectam o centro da cidade de Surabaya às cidades vizinhas e à regência da área.
O ônibus urbano Suroboyo Bus está servindo Surabaya, usando resíduos plásticos como forma de pagamento. Desde maio de 2022, no entanto, o pagamento direto usando garrafas plásticas no ônibus foi encerrado e os resíduos plásticos devem ser trocados em pontos designados com antecedência.